# Broch

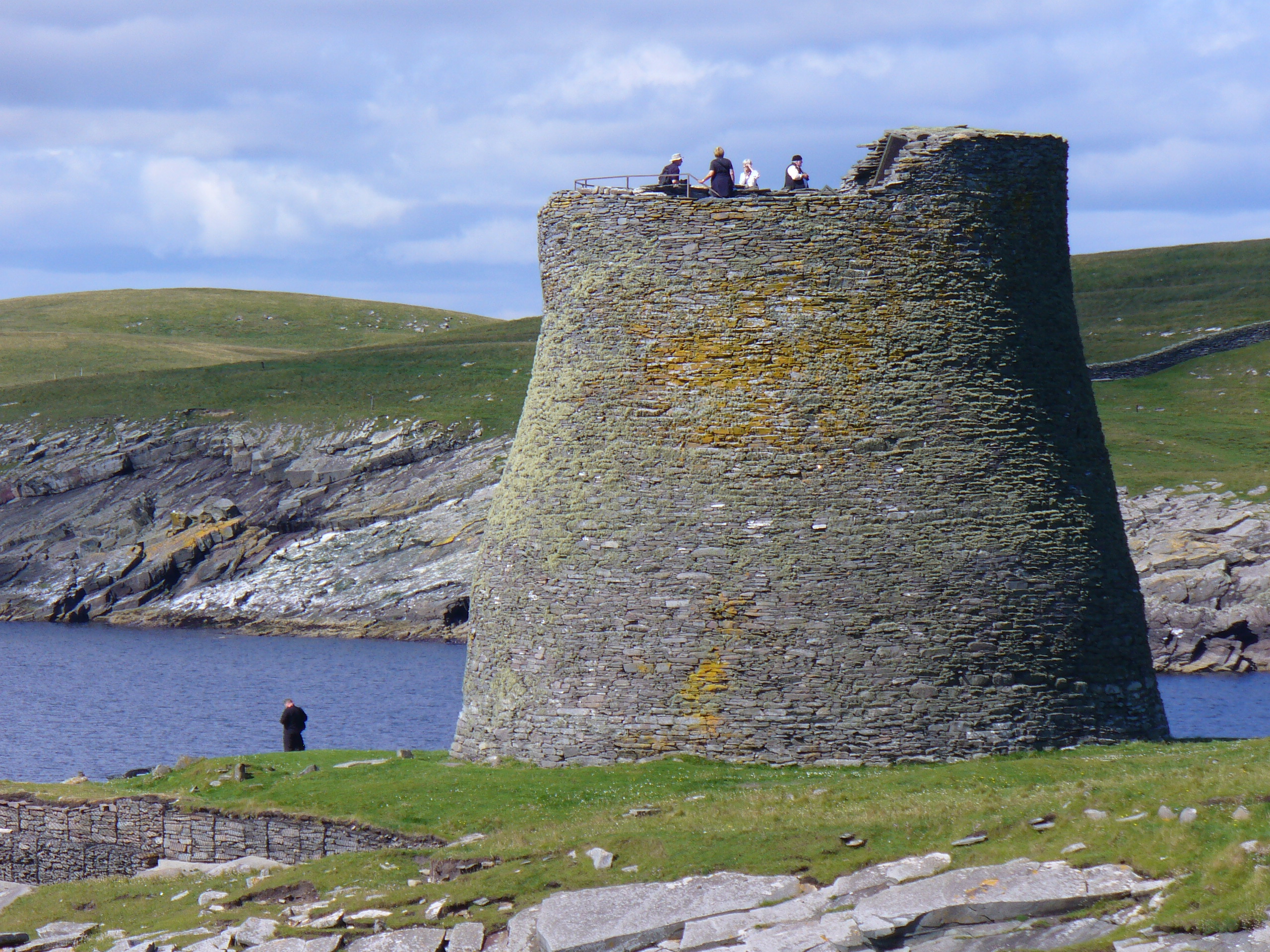
Broch de Mousa.

Um broch/brɒx/ é uma estrutura de pedra seca da Idade do Ferro encontrada na Escócia. Os brochs fazem parte da classificação "complexo de casas redondas atlânticas" elaborada por arqueólogos escoceses na década de 1980.
Os brochs são edifícios redondos encontrados em toda a Escócia atlântica. A palavra "broch" é derivada do termo escocês "brough", que significa fortaleza. No século XIX, antiquários escoceses chamaram os brochs de "burgs", após o antigo nórdico "borg", com o mesmo significado. No oeste, os brochs são frequentemente chamadas de "duns", e elas são as estruturas mais espetaculares de uma classe complexa de edifícios encontrados no norte da Escócia. Segundo a Comissão Real de Monumentos Antigos e Históricos da Escócia, existem aproximadamente 571 potenciais locais de brochs em todo o país.
A origem dos brochs ainda está sujeita a pesquisas em curso. Enquanto a maioria dos arqueólogos acreditava, há 80 anos, que elas foram construídas por imigrantes, agora há pouca dúvida de que a torre de broch com paredes ocas foi uma invenção do que é agora a Escócia. As primeiras podem ter sido construídas no primeiro século a.C., e há evidências que sugerem que elas eram usadas principalmente para fins defensivos ou ofensivos.
A distribuição dos brochs é centrada no norte da Escócia, com as concentrações mais densas encontradas em Caithness, Sutherland e nas Ilhas do Norte. Alguns exemplos ocorrem nas Borders e na costa oeste de Dumfries and Galloway, e perto de Stirling. A interpretação original dos brochs era de que eram estruturas defensivas, locais de refúgio para a comunidade e para o gado. Elas às vezes eram consideradas como obra de dinamarqueses ou pictos, e, nas décadas de 1930 a 1960, os arqueólogos as viam como castelos onde os proprietários locais exerciam poder sobre uma população submissa.
No entanto, a teoria do castelo caiu em desfavor entre os arqueólogos escoceses na década de 1980, devido à falta de evidências de apoio. Esses cientistas sugeriram que a defensabilidade nunca foi uma preocupação importante na localização de um broch, e argumentaram que elas podem ter sido as "residências nobres" de sua época, objetos de prestígio e demonstrações muito visíveis de superioridade para famílias importantes. Mais uma vez, no entanto, há falta de prova arqueológica para essa reconstrução, e o grande número de brochs torna isso problemático. O artigo conclui afirmando que a finalidade dos folhetos pode ter sido uma combinação de funções defensivas, ofensivas e simbólicas.

## Origem e definição
A palavra "broch" é derivada do termo escocês "brough", que significa (entre outras coisas) fortaleza. No século XIX, antiquários escoceses chamaram os brochs de "burgs", após o antigo nórdico "borg", com o mesmo significado. Nomes de lugares na Escócia escandinava, como Burgawater e Burgan, mostram que o termo nórdico antigo "borg" é a palavra mais antiga usada para essas estruturas no norte. Os brochs são frequentemente chamadas de "dùns" no oeste. Antiquários começaram a usar a grafia "broch" na década de 1870.
Uma definição precisa para a palavra tem se mostrado elusiva. Os brochs são as mais espetaculares de uma classe complexa de edifícios redondos encontrados em toda a Escócia atlântica. O Shetland Amenity Trust lista cerca de 120 locais em Shetland como possíveis brochs, enquanto a Comissão Real de Monumentos Antigos e Históricos da Escócia (RCAHMS) identifica um total de 571 locais de brochs em todo o país. O pesquisador Euan MacKie, usando uma definição restrita, propôs um total muito menor de 104 para a Escócia.

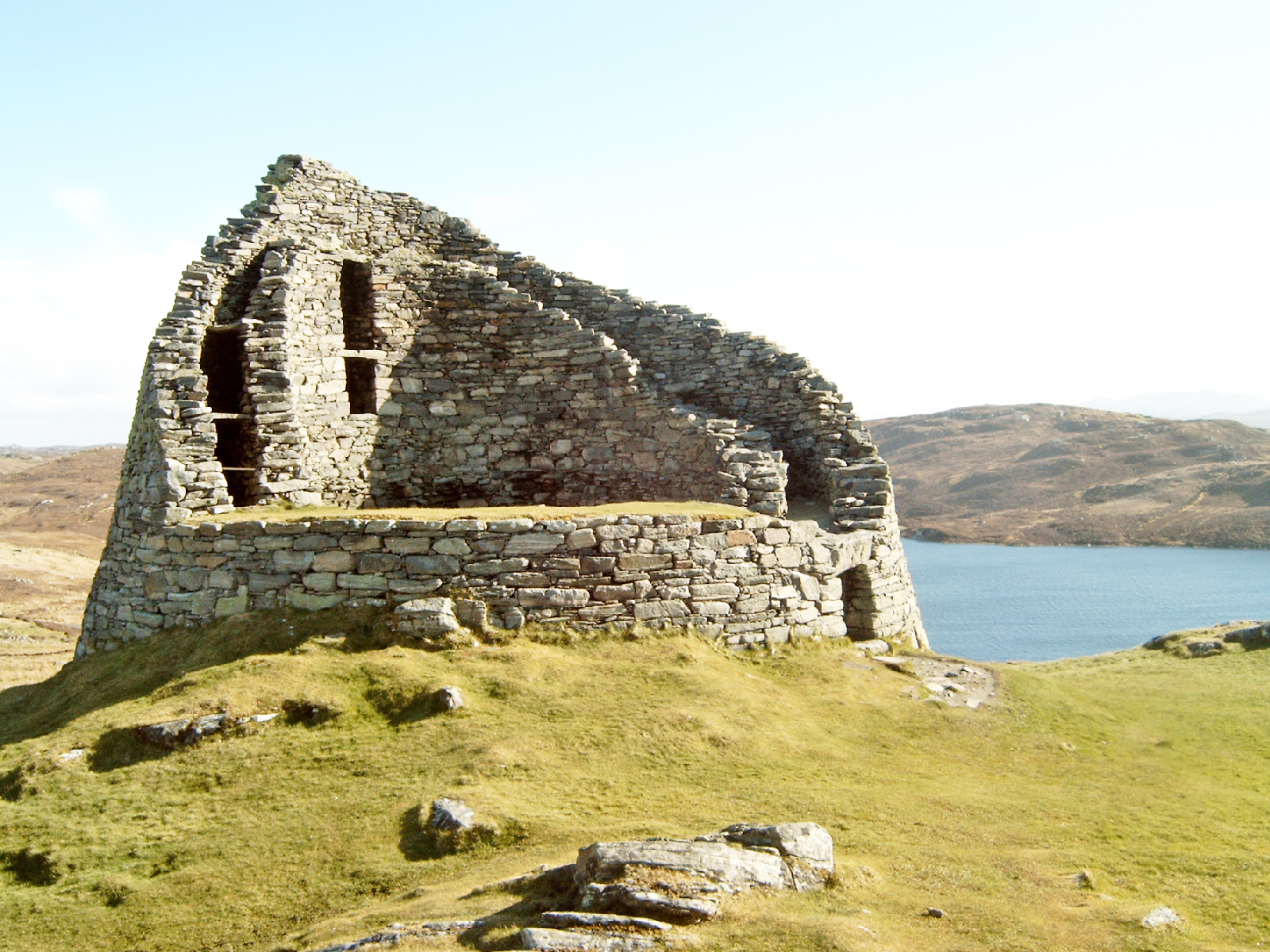
Restos do broch de Dun Carloway, Lewis, Escócia.

A origem dos brochs é objeto de pesquisa contínua. Na década de 40, a maioria dos arqueólogos acreditava que os brochs, geralmente consideradas como os "castelos" dos chefes da Idade do Ferro, foram construídas por imigrantes que haviam sido empurrados para o norte após serem deslocados primeiro pelas invasões de tribos belgas no que é agora o sudeste da Inglaterra no final do século II a.C. e mais tarde pela invasão romana do sul da Grã-Bretanha a partir de 43 d.C. No entanto, agora há pouca dúvida de que a torre de broch com paredes ocas foi uma invenção do que é agora a Escócia; mesmo os tipos de cerâmica encontrados dentro delas que mais se assemelhavam aos estilos do sul da Grã-Bretanha eram formas híbridas locais. A primeira das modernas revisões sobre o assunto (MacKie 1965) não propôs, como é comumente acreditado, que os brochs foram construídas por imigrantes, mas sim que uma cultura híbrida formada pela mistura de um pequeno número de imigrantes com a população nativa das Hébridas as produziu no primeiro século a.C., baseando-se em fortificações mais simples e promontórios. Esta visão contrastava, por exemplo, com a de Sir W. Lindsay Scott, que argumentava, seguindo V. Gordon Childe (1935), a favor de uma migração em massa para a Escócia atlântica de pessoas do sudoeste da Inglaterra.
A teoria de MacKie também caiu em desfavor, principalmente porque, a partir da década de 1970, houve uma mudança geral na arqueologia longe de explicações "difusionistas" em direção àquelas que apontavam para um desenvolvimento exclusivamente endógeno. Enquanto isso, o crescente número - embora ainda pouquíssimos - de datas de radiocarbono para o uso primário dos brochs (em oposição ao seu uso posterior, secundário) ainda sugere que a maioria das torres foi construída nos séculos I a.C. e d.C. Algumas podem ser mais antigas, especialmente a proposta para o broch de Old Scatness em Shetland, onde um osso de ovelha datado entre 390 e 200 a.C. foi relatado.
O outro prospecto que se afirma ser substancialmente mais antigo do que o século I a.C. é Crosskirk, em Caithness, mas uma análise recente das evidências sugere que não é plausível atribuir a ele uma data anterior aos séculos I a.C./AD.

## Distribuição

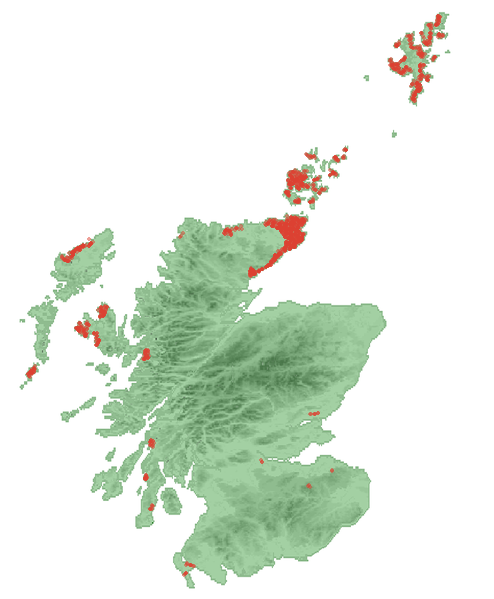
Visão geral da distribuição de brochs.

A distribuição dos brochs é centrada no norte da Escócia. Caithness, Sutherland e as Ilhas do Norte têm as concentrações mais densas, mas existem muitos exemplos no oeste da Escócia e nas Hébridas. Embora principalmente concentradas nas Terras Altas do norte e nas Ilhas, alguns exemplos ocorrem nas Borders (por exemplo, brochs de Edin's Hall e de Bow Castle), na costa oeste de Dumfries and Galloway e perto de Stirling. Em um esboço de cerca de 1560, parece haver um broch próximo ao rio ao lado do Castelo de Annan, em Dumfries and Galloway. Esse pequeno grupo de brochs no sul nunca foi explicado satisfatoriamente.

## Objetivos

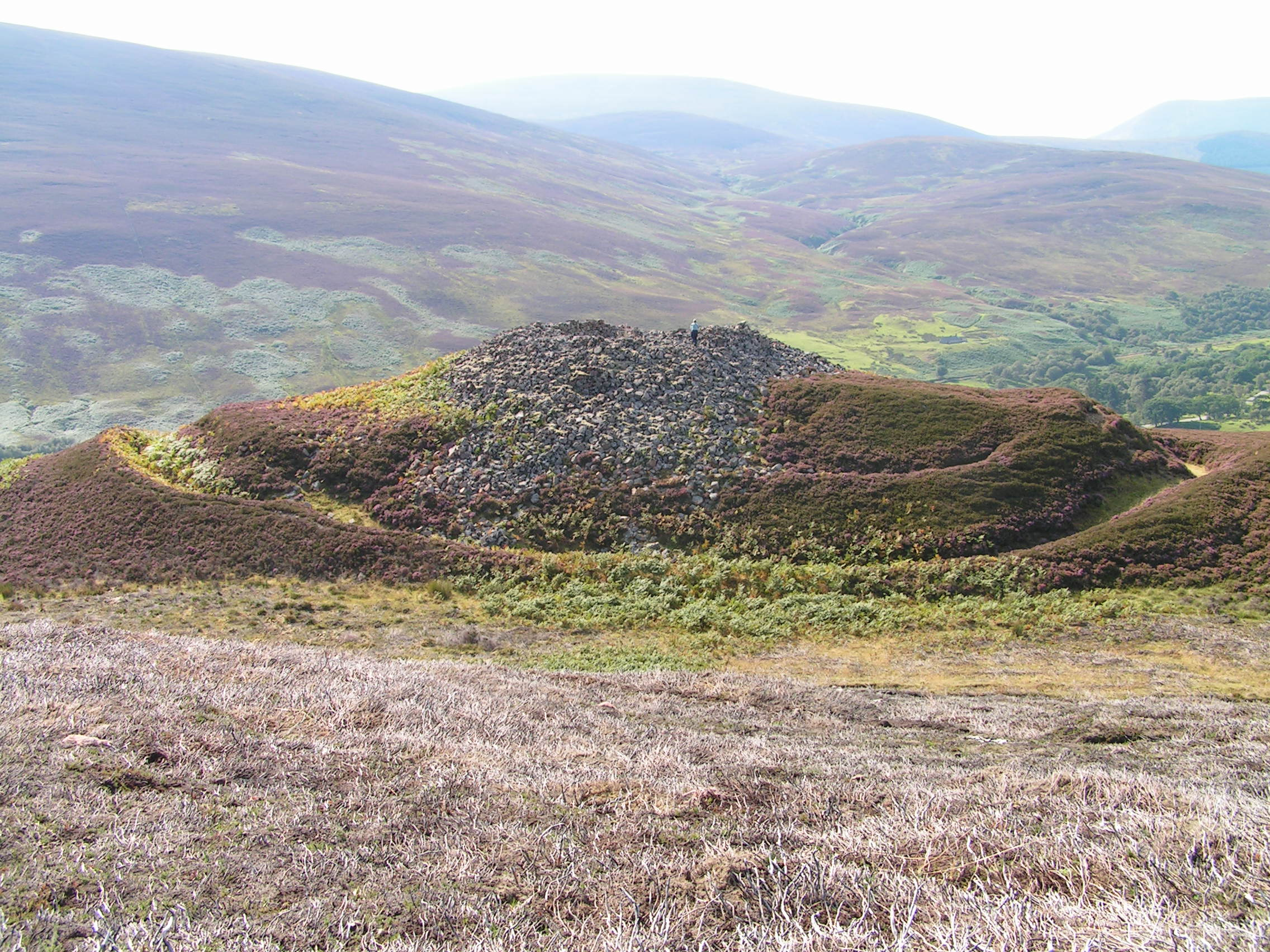
As ruínas do broch de Kilphedir, em Sutherland, estão cercadas por grandes obras de terra.

A interpretação original dos brochs, favorecida pelos antiquários do século XIX, era que eram estruturas defensivas, locais de refúgio para a comunidade e pro gado. Às vezes, eram consideradas como obra de dinamarqueses ou pictos. Das décadas de 1930 a 1960, arqueólogos como V. Gordon Childe e mais tarde John Hamilton as viam como castelos onde os proprietários locais exerciam poder sobre uma população submissa.
A teoria do castelo caiu em desfavor entre os arqueólogos escoceses na década de 1980, devido à falta de evidências de apoio. Esses arqueólogos sugeriram que a defensabilidade nunca foi uma preocupação importante na localização de um broch e argumentaram que elas podem ter sido as "residências nobres" de sua época, objetos de prestígio e demonstrações muito visíveis de superioridade para famílias importantes (Armit 2003). Mais uma vez, no entanto, falta prova arqueológica para essa reconstrução, e o grande número de brochs, às vezes em lugares com falta de terras produtivas, torna isso problemático.

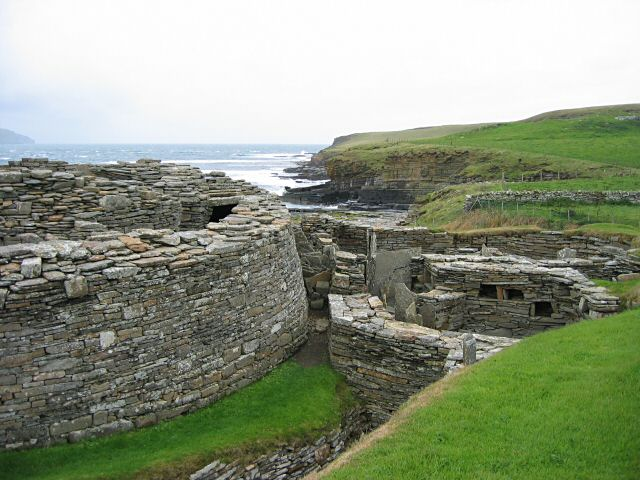
Broch de Midhowe.

Os agrupamentos próximos e a profusão de brochs em muitas áreas podem, de fato, sugerir que eles tinham uma função primordialmente defensiva ou até mesmo ofensiva. Alguns deles estavam situados ao lado de penhascos íngremes e eram protegidos por grandes muralhas, artificiais ou naturais: um bom exemplo é Burland, perto de Gulberwick, em Shetland, no topo de um penhasco e isolado do continente por enormes valas. Em geral, elas estão em pontos estratégicos importantes. Em Shetland, às vezes elas se agrupam em cada lado de trechos estreitos de água: o broch de Mousa, por exemplo, fica diretamente em frente a outro em Burraland, em Sandwick. Nas Órcades, há mais de uma dúzia deles nas margens opostas de Eynhallow Sound e muitos nas saídas e entradas do grande porto de Scapa Flow. Em Sutherland, há várias ao longo das laterais e nas bocas de vales profundos. Em 1956, John Stewart sugeriu que os folhetos em Shetland eram fortalezas erguidas por uma sociedade militar para vigiar e proteger o campo e os mares.
Por fim, alguns arqueólogos consideram os locais dos brochs individualmente, duvidando que tenha havido um único propósito comum para o qual cada folheto foi construído. Há diferenças nas posições, nas dimensões e no provável status dos brochs nas diversas áreas em que eles são encontrados. Por exemplo, as "aldeias" de brochs que ocorrem em alguns lugares nas Órcades não têm paralelo nas Ilhas Ocidentais.

## Estruturas

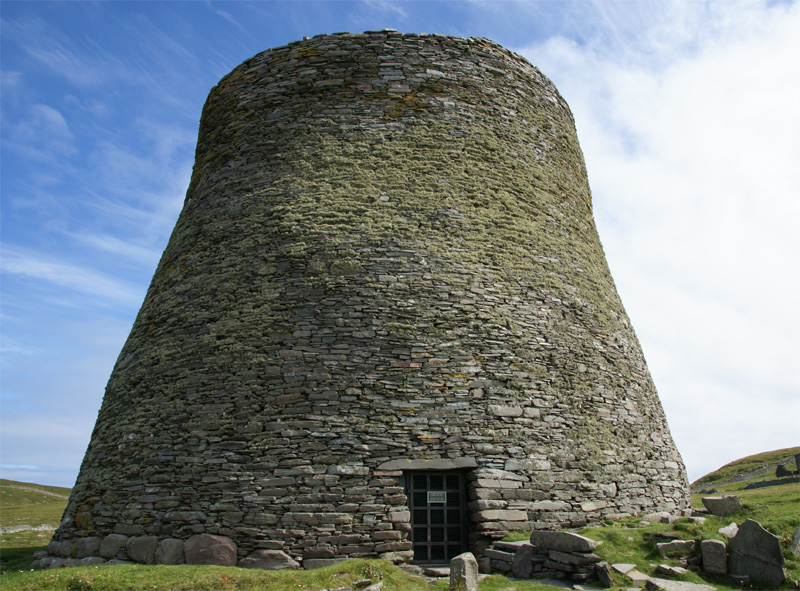
Broch de Mousa, exterior.

Geralmente, os brochs têm uma única entrada com orifícios para travas, batentes de porta e lintéis. Existem células murais e uma plataforma (beiral), talvez para alojamentos com estrutura de madeira apoiada na parede interna. Também há uma escada em espiral que sobe entre a parede interna e externa e conecta as galerias. Os brochs variam de cinco a quinze metros de diâmetro interno, com paredes de três metros de espessura. Em média, as paredes sobrevivem apenas a alguns metros de altura. Existem cinco exemplos de torres com paredes significativamente mais altas: Dun Carloway em Lewis, Dun Telve e Dun Troddan em Glenelg, Mousa em Shetland e Dun Dornaigil em Sutherland, todas com paredes com mais de 6,5 metros de altura.

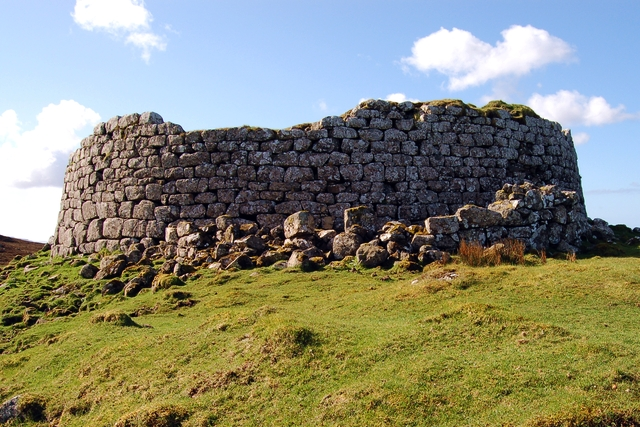
Os restos do broch de Dun Hallin, Skye

As paredes de Mousa são as mais bem preservadas e ainda têm 13 metros de altura; não se sabe ao certo quantos brochs originalmente eram tão altos. Uma característica frequente é que as paredes formam galerias: com um espaço aberto entre elas, as camadas externa e interna da parede são separadas, mas unidas por lajes de pedra de ligação; essas lajes de ligação podem, em alguns casos, ter servido como degraus para andares superiores. É normal haver uma cela ao lado da passagem da porta; isso é conhecido como cela do guarda. Em alguns brochs de Shetland, foi encontrado que as celas do guarda nas passagens de entrada estão próximas a grandes pedras de verificação da porta. Embora tenha havido muita discussão no passado, agora é geralmente aceito por alguns arqueólogos que os brochs tinham telhados, talvez com um telhado cônico de estrutura de madeira coberto com uma palha local. A evidência para esta afirmação ainda é muito escassa, embora escavações em Dun Bharabhat, Lewis, possam apoiá-la. A principal dificuldade na interpretação continua sendo a identificação de fontes potenciais de madeira estrutural, embora pântanos e madeira à deriva possam ter sido fontes.
Muito poucas das brochs nas ilhas de Órcades e Shetland têm células no térreo. A maioria dos brochs tem beirais (plataformas) que podem ter permitido a construção de um primeiro andar de madeira (observado pelo antiquário George Low em Shetland em 1774), e escavações em Loch na Berie, na Ilha de Lewis, podem mostrar sinais de um segundo andar adicional (por exemplo, escadas no primeiro andar, que seguem para cima). Alguns brochs, como Dun Dornaigil e Culswick em Shetland, têm lintéis triangulares incomuns acima da porta de entrada.

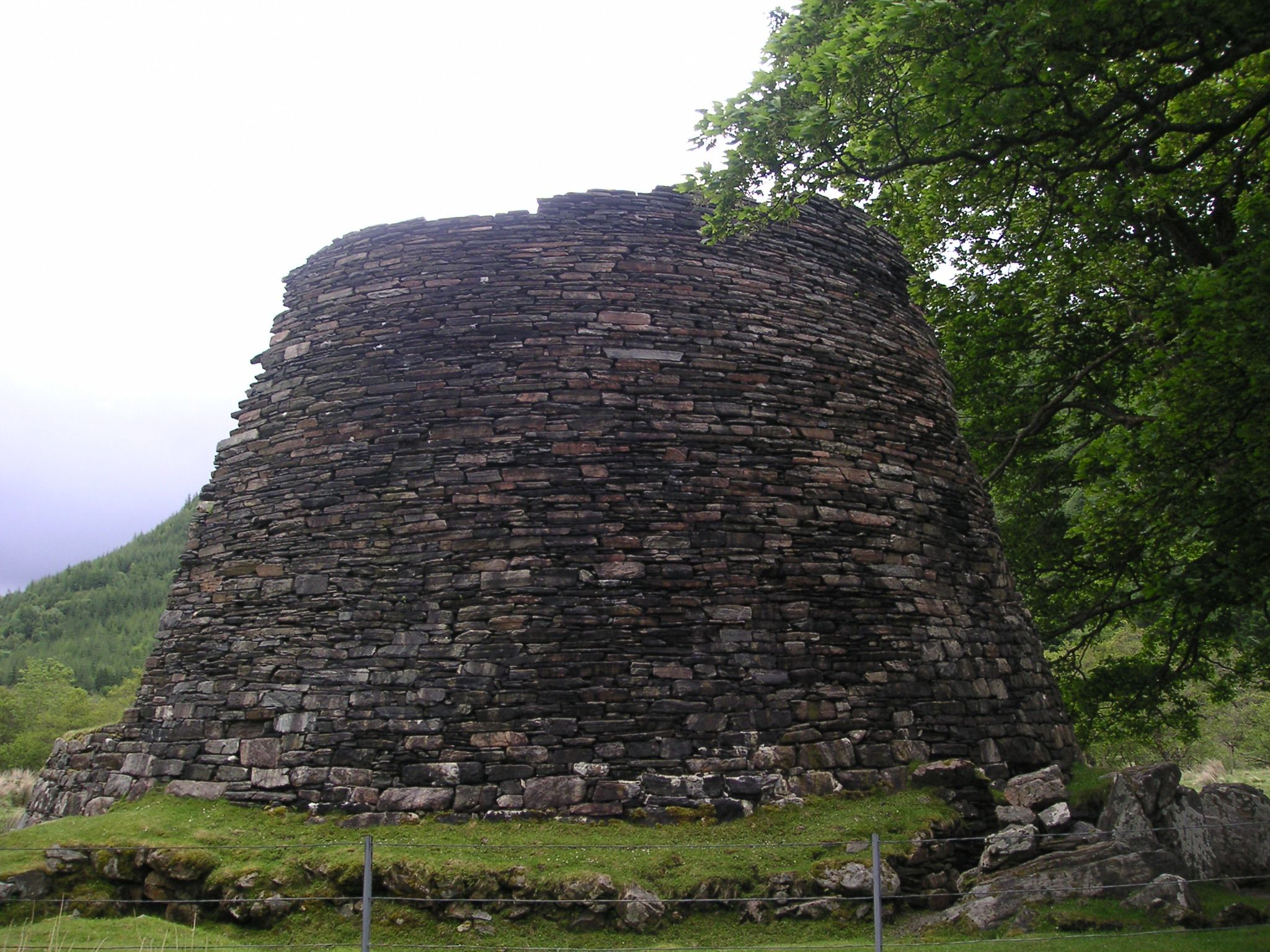
Broch Dun Telve, Glenelg.

Como no caso de Old Scatness em Shetland (perto de Jarlshof) e Burroughston em Shapinsay, os brochs foram localizadas perto de terras aráveis e uma fonte de água (algumas têm poços ou nascentes naturais surgindo em seu espaço central). Às vezes, por outro lado, elas foram situadas em áreas selvagens (por exemplo, Levenwick e Culswick em Shetland, Castle Cole em Sutherland). Os brochs frequentemente eram construídas à beira-mar (Carn Liath, Sutherland); às vezes, estavam em ilhas em lagos (por exemplo, Clickimin em Shetland).
Aproximadamente 20 locais de brochs em Órcades incluem pequenos povoados de edifícios de pedra ao redor da torre principal. Exemplos incluem Howe, perto de Stromness, Gurness Broch no noroeste da Mainland, Órcades, Midhowe em Rousay e Lingro perto de Kirkwall (destruído por um fazendeiro na década de 1980). Existem locais de "aldeias de brochs" em Caithness, mas em outros lugares eles são desconhecidos.
A maioria dos brochs não foi escavada. O fim do período de construção dos brochs parece ter ocorrido por volta dos anos 100-200 d.C. Aquelas que foram devidamente examinadas mostram que continuaram em uso por muitos séculos, com interiores frequentemente modificados e alterados, e que passaram por muitas fases de habitação e abandono.

## Status de patrimônio

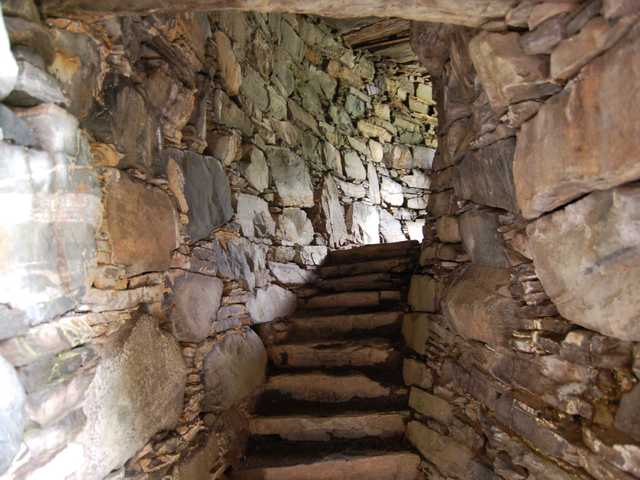
Escada interna, broch de Dun Troddan.

Os locais da Idade do Ferro de Mousa, Old Scatness e Jarlshof, que são cruciais para a Ilha Shetland, estão na "Lista Tentativa" do Reino Unido de possíveis indicações para a lista do Programa do Patrimônio Mundial da UNESCO de locais de importância cultural ou natural excepcional para o patrimônio comum da humanidade. Esta lista, publicada em julho de 2010, inclui locais que podem ser indicados para inscrição nos próximos 5-10 anos.

## Novosbrochsplanejados
O Projeto de Brochs de Caithness foi criado em 2013 como um projeto de arqueologia experimental para construir um broch usando técnicas tradicionais, como a construção de paredes de pedra seca. Os propósitos do projeto incluem possíveis insights sobre a finalidade dos brochs, a preservação das habilidades locais em técnicas como a construção de paredes de pedra seca e atrair turistas. Até 2022, um local não havia sido adquirido, e o financiamento necessário, estimado em £1 milhão a £3 milhões, ainda não havia sido organizado.